# Schoorsteenstuk

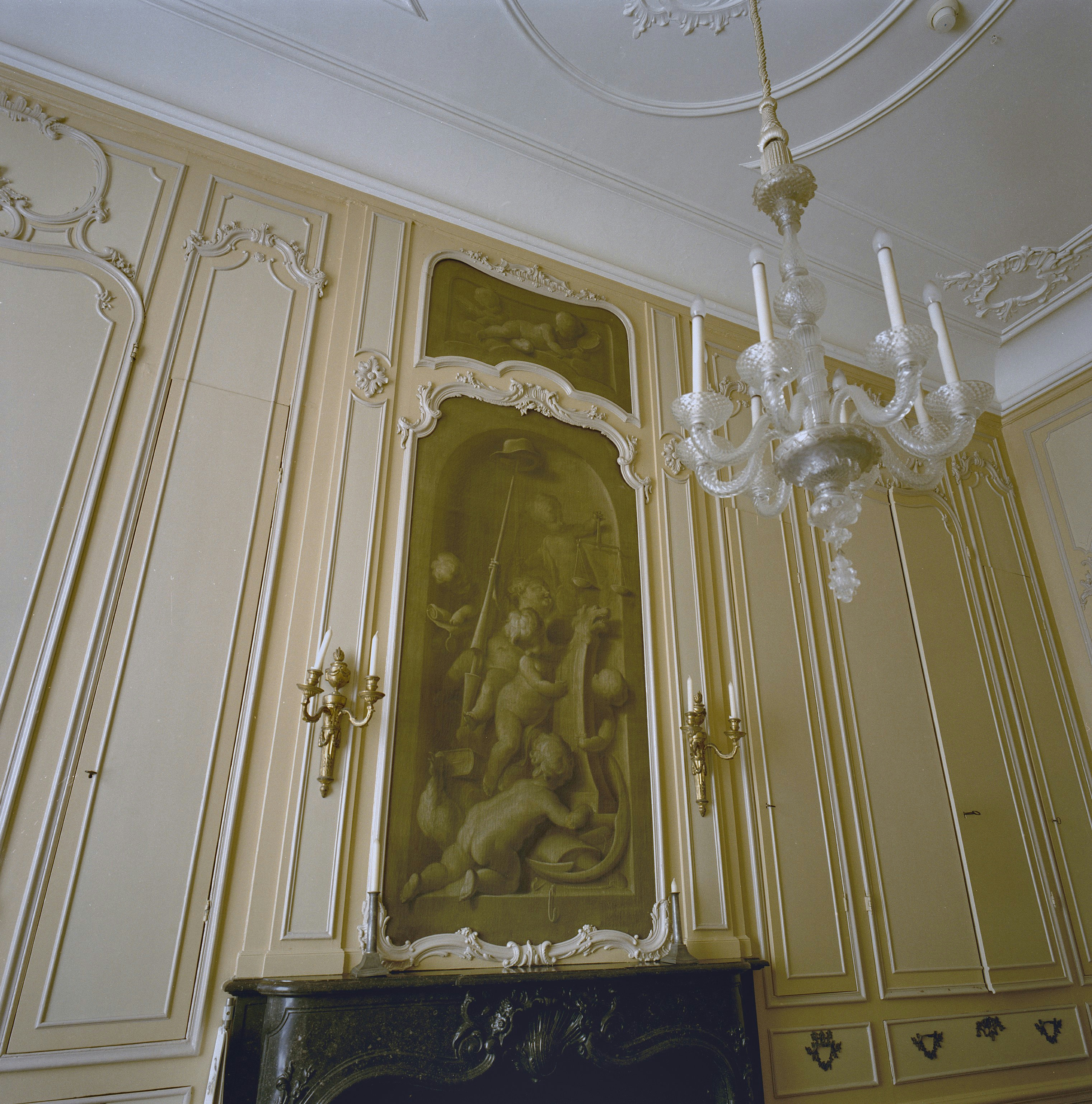
Schoorsteenstuk uitgevoerd als grisaille in het Van de Perrehuis in Middelburg

Een schoorsteenstuk of schouwstuk is een boven een schoorsteenmantel aangebracht kunstwerk, meestal een schilderij, soms ook een reliëf, stucwerk, houtsnijwerk of wandtapijt. Het kan een los kunstwerk betreffen in een geprofileerde lijst, soms is het schoorsteenstuk geïntegreerd in het ontwerp van de schouw of van de gehele kamer.
Schoorsteenstukken waren vooral populair in de 17e en 18e eeuw. Alleen de rijken konden zich een dergelijk kunstwerk permitteren. Schoorsteenstukken werden aangebracht in onder andere kastelen, paleizen, stadhuizen of burgerhuizen uit de barok- of rococoperiode, en later ook in gebouwen in historiserende stijl of jugendstil. 
Het onderwerp van een schoorsteenstuk is soms verbonden met de ruimte waarin het zich bevindt, bijvoorbeeld het familiewapen of een portret van een eigenaar of voorouder. Soms biedt het juist een blik naar buiten, zoals een idyllisch landschap. Vaak worden portretten, allegorische taferelen, landschappen of bloem- en fruitstillevens afgebeeld, soms uitgevoerd als grisailles.
Sommige schilders waren gespecialiseerd in het schilderen van schoorsteenstukken; enkelen leverden complete zaalinrichtingen met plafondschilderingen, supraportes en schoorsteenstukken. Bekende schilders van schoorsteenstukken waren Ferdinand Bol, Gerard de Lairesse, Theodoor van der Schuer, Jacob de Wit, Cornelis Holsteyn, Dionys van Nijmegen en Edmond Plumier.

## Afbeeldingen

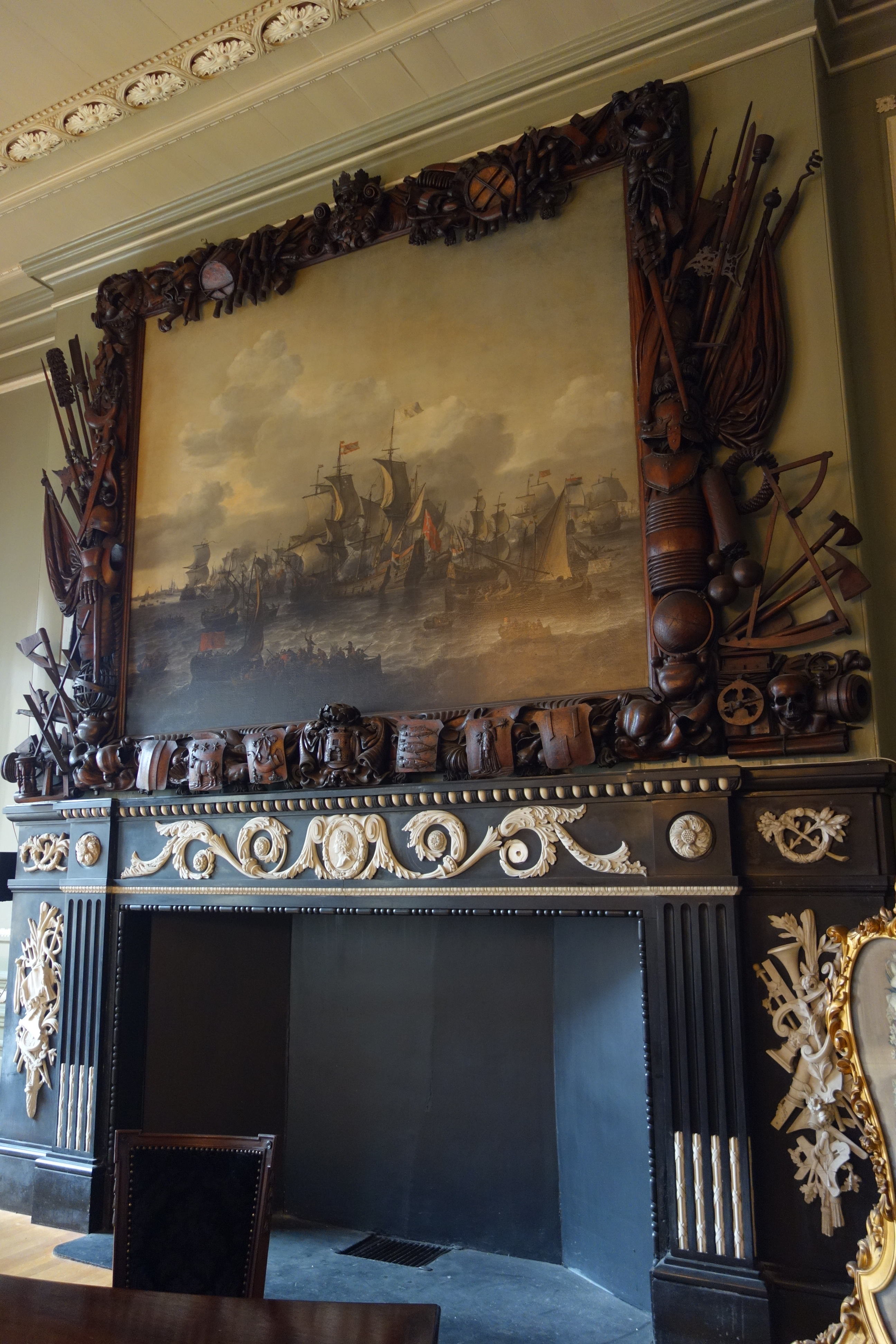
Raadszaal, Statenlogement, Hoorn
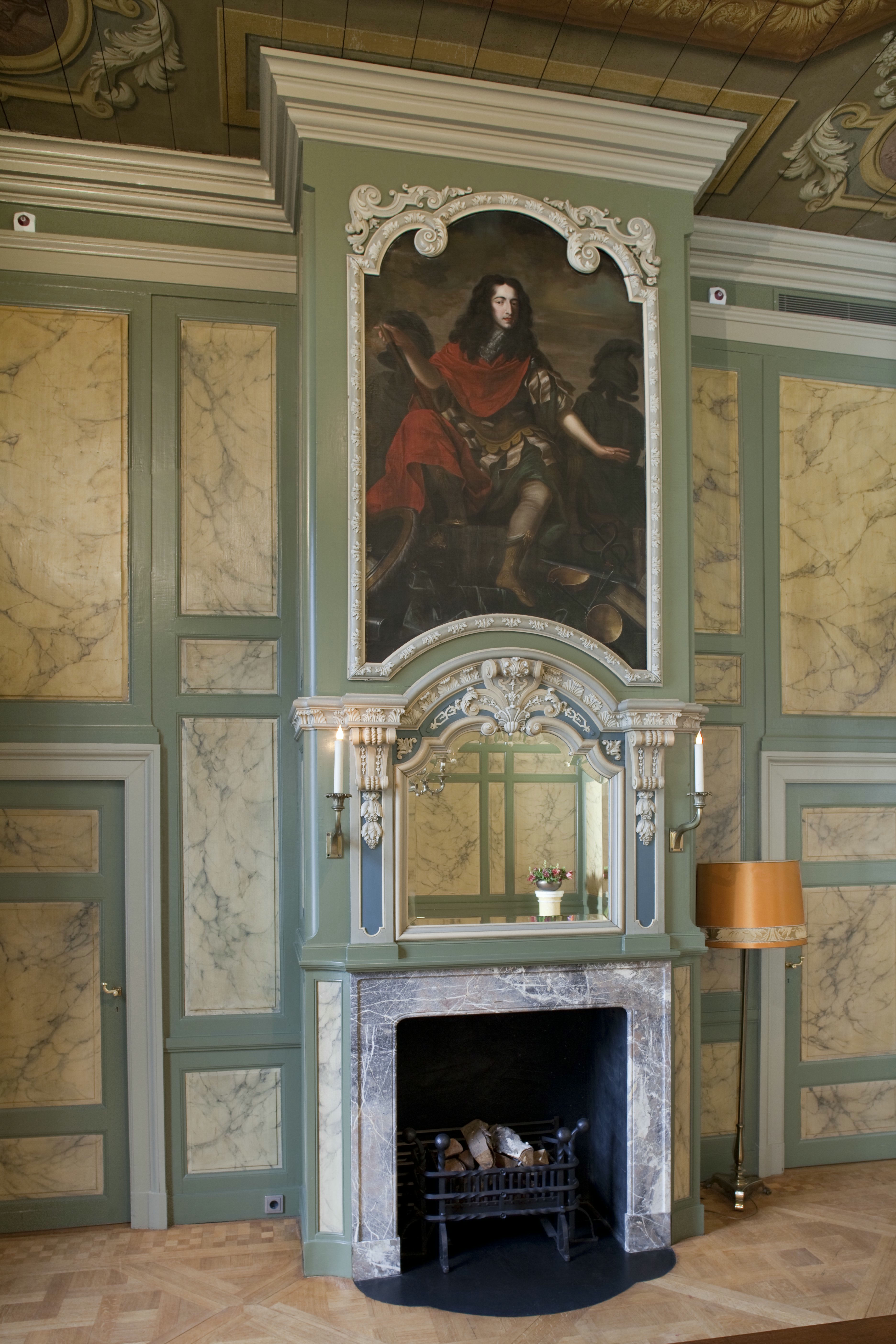
Marmerkamer, Slot Zeist
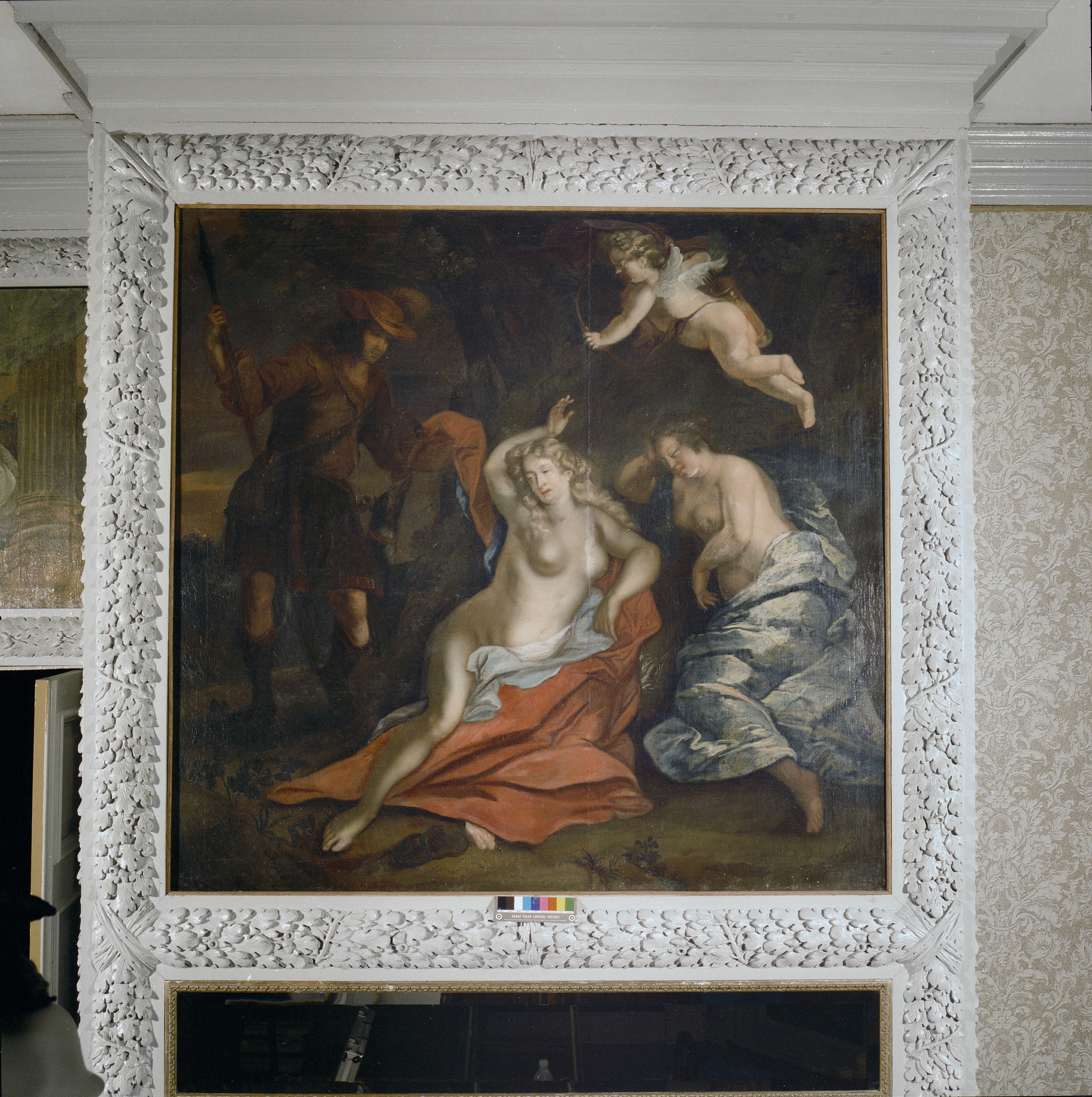
Alkoofkamer, Slangenburg, Doetinchem
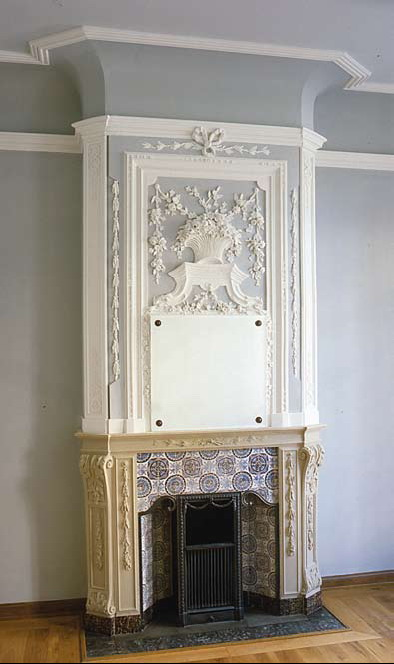
Stucwerk Gaginikamer, Couvenmuseum, Aken